# 도요타촌 (시마네현)
도요타촌(豊田村)은 시마네현 미노군에 있던 촌이다. 현재의 마스다시에 해당한다.